# Arhopala javana
Arhopala javana är en fjärilsart som beskrevs av Engbert Jan Nieuwenhuis 1969. Arhopala javana ingår i släktet Arhopala och familjen juvelvingar. Inga underarter finns listade i Catalogue of Life.